# العلاقات الدومينيكانية السلوفينية
العلاقات الدومينيكانية السلوفينية هي العلاقات الثنائية التي تجمع بين جمهورية الدومينيكان وسلوفينيا.

## مقارنة بين البلدين
هذه مقارنة عامة ومرجعية للدولتين:
| وجه المقارنة                                              | جمهورية الدومينيكان | سلوفينيا                                                      |
| --------------------------------------------------------- | ------------------- | ------------------------------------------------------------- |
| المساحة (كم2)                                             | 48.67 ألف           | 20.27 ألف                                                     |
| عدد السكان (نسمة)                                         | 10.40 مليون         | 2.07 مليون                                                    |
| الكثافة السكانية (ن./كم²)                                 | 213.68              | 102.12                                                        |
| العاصمة                                                   | سانتو دومينغو       | ليوبليانا                                                     |
| اللغة الرسمية                                             | اللغة الإسبانية     | اللغة السلوفينية، اللغة الإيطالية، لغة مجرية                  |
| العملة                                                    | بيزو دومنيكاني      | يورو، تولار سلوفيني                                           |
| الناتج المحلي الإجمالي (بليون دولار)                      | 75.93 مليار         | 48.77 مليار                                                   |
| الناتج المحلي الإجمالي (تعادل القوة الشرائية) بليون دولار | 149.89 مليار        | 66.01 مليار                                                   |
| الناتج المحلي الإجمالي الاسمي للفرد دولار أمريكي          | 6.47 ألف            | 20.73 ألف                                                     |
| الناتج المحلي الإجمالي للفرد دولار أمريكي                 | 13.26 ألف           | 30.40 ألف                                                     |
| مؤشر التنمية البشرية                                      | 0.715               | 0.880                                                         |
| رمز المكالمات الدولي                                      | +1809، +1829، +1849 | +386                                                          |
| رمز الإنترنت                                              | .do                 | .si                                                           |
| المنطقة الزمنية                                           | 00                  | توقيت وسط أوروبا، ت ع م+01:00، ت ع م+02:00، أوروبا/ليوبليانا ‏ |

## منظمات دولية مشتركة
يشترك البلدان في عضوية مجموعة من المنظمات الدولية، منها:
| علم المنظمة | اسم المنظمة                        | تاريخ انضمام جمهورية الدومينيكان | تاريخ انضمام سلوفينيا |
| ----------- | ---------------------------------- | -------------------------------- | --------------------- |
|             | المنظمة الهيدروغرافية الدولية      | ?                                | ?                     |
|             | الاتحاد البريدي العالمي            | ?                                | ?                     |
|             | يونسكو                             | 4 نوفمبر 1946                    | 27 مايو 1992          |
|             | البنك الدولي للإنشاء والتعمير      | 18 سبتمبر 1961                   | 25 فبراير 1993        |
|             | منظمة التجارة العالمية             | ?                                | ?                     |
|             | وكالة ضمان الاستثمار متعدد الأطراف | 7 مارس 1997                      | 19 مارس 1993          |
|             | منظمة الشرطة الجنائية الدولية      | ?                                | ?                     |
|             | مؤسسة التمويل الدولية              | 31 أكتوبر 1961                   | 25 فبراير 1993        |
|             | الأمم المتحدة                      | 24 أكتوبر 1945                   | 22 مايو 1992          |
|             | مؤسسة التنمية الدولية              | 16 نوفمبر 1962                   | 25 فبراير 1993        |
|             | منظمة حظر الأسلحة الكيميائية       | ?                                | ?                     |

## وصلات خارجية
- موقع وزارة الخارجية السلوفينية